# Onitis singhalensis
Onitis singhalensis là một loài bọ cánh cứng trong họ Bọ hung (Scarabaeidae).